# Hyphoderma africanum
Hyphoderma africanum är en svampart som först beskrevs av Edward Angus Burt, och fick sitt nu gällande namn av D.A. Reid 1975. Hyphoderma africanum ingår i släktet Hyphoderma och familjen Meruliaceae.   Inga underarter finns listade i Catalogue of Life.